# ボリス・カルメリ

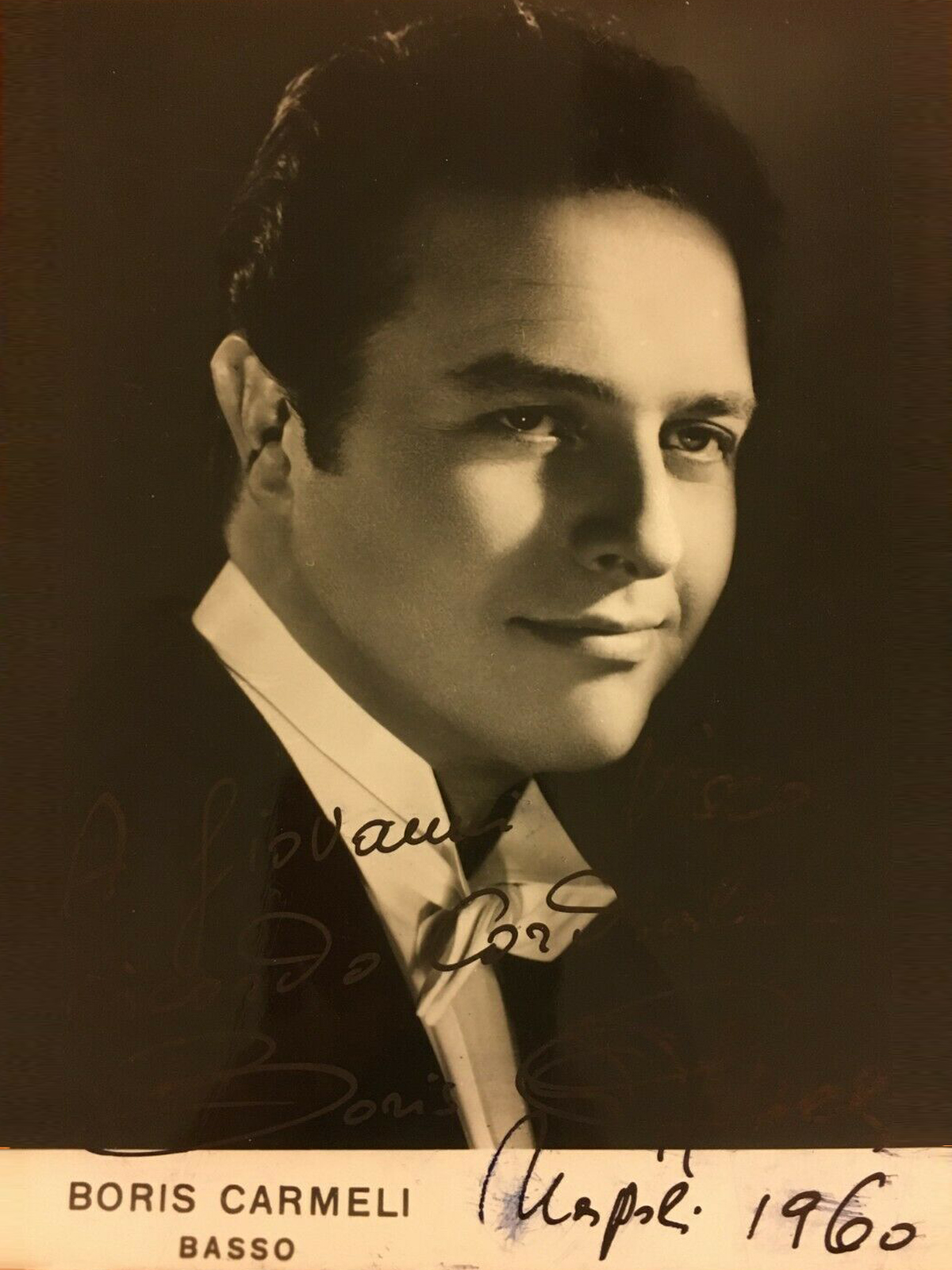
1960頃

ボリス・カルメリ（Boris Carmeli, 1928年4月23日 - 2009年7月31日）は、ポーランド出身のバス歌手。本名はノルベルト・ヴォルフィンガー(Norbert Wolfinger)。

## 経歴
オバーティムの生まれ。1932年に家族でマクデブルクに移住したが、1938年にナチスの手で国外に追放された。ベルギーとフランスを経由してイタリアに行き着いたが、ナチス・ドイツ軍に捕縛されて強制収容所に送られ、連合国軍に助けられて九死に一生を得た。戦後はイスラエルに行ってヘブライ語を学びつつテノール歌手になるべくレッスンを受けるようになったが、教師の助言でバス歌手に転向した。1950年にイタリアのペーザロ音楽院に行き、ウバルト・カローゾとジョヴァンニ・ビネッティに師事。1956年にボローニャのファエンツァ・アリーナでジャコモ・プッチーニの《ボエーム》のコリーネ役を歌ってデビューを飾った。以後、スカラ座をはじめとする世界各地の歌劇場に客演し、オペラ歌手としての名声を確立した。1973年のザルツブルクでのカール・オルフの《時の終わりの劇》の初演にも参加している。
ベルンにて没。

## 註
| スタブアイコン | サブスタブ | この項目は、まだ閲覧者の調べものの参照としては役立たない、人物に関連した書きかけの項目です。この項目を加筆・訂正などしてくださる協力者を求めています（P:人物伝/PJ:人物伝）。 |